# Смолници
Смо̀лници – почвен тип, който заема обща площ около 700000 ha и е разпространен в равнините и котловинните полета на Южна България:
- Горнотракийска низина, по-ниските полета на Тунджанска област и Бургаска низина;
- котловини в Югозападна България: Софийска, Брезнишка и Радомирска.

В България смолниците за пръв път са установени през 1932 г. от Иван Тодоров Странски.
За разлика от черноземните и сивите горски почви, смолниците са образувани в условията на преходно-континенталния климат върху тежки глинести материали и тревисто-блатна растителност.
Подобно на черноземите, смолниците се делят на карбонатни, излужени и деградирани. За условията на България най-характерни, с най-голямо разпространение и стопанско значение, са излужените смолници.

## Излужени смолници
Почвеният профил на излужените смолници е подобен на черноземите под влияние на тревистата растителност – мощен хумусен хоризонт (60 – 80 cm) и преходен хоризонт с мощност 50 – 60 cm. Хумусният хоризонт е двупластов – по-рохкава и дребнозърнеста орница и глинест плодорен пласт.
Съдържанието на хумус в горния пласт е 3 – 4% и постепенно намалява в дълбочина на профила. Карбонатите са измити на дълбочина под 80 – 90 cm. Реакцията на почвата е неутрална до слабо кисела в безкарбонатния слой и слабо алкална в карбонатния. Тези почви са недостатъчно запасени с азот и фосфор, но имат благоприятен калиев режим.
Смолниците са най-тежките почви в България и имат неблагоприятни водно-физични свойства: при навлажняване силно набъбват, а при изсъхване се свиват и напукват; проявяват лепливост и пластичност; при оран на суха почва се накъртват на буци. Поради тези особености при тях обикновено се закъснява с пролетните механизирани работи.

## Мерки за съхранение и подобряване на почвеното плодородие
Независимо от тежкия им механичен състав, смолниците имат високо естествено почвено плодородие, което следва да се съхрани чрез:
- подобряване на физичните им свойства чрез органично торене[2];
- извършване на обработки в подходяща за тях физическа зрялост.